# The Oracle (Gebäude)
The Oracle ist ein Luxusapartmenthaus in Broadbeach, Gold Coast, Australien, welches 850 Millionen Australische Dollar kostete. Nach der Fertigstellung war es der Rekordhalter des höchsten Gebäudes in Broadbeach. Das Projekt besteht aus einem 50 Stockwerk Gebäude und einem mit 40. Der eine Turm hat ein Paar Handelsetagen.
The Oracle wurde von South Sky Investments mit Hilfe von Niecon gebaut. Das Gebäude ist das zweite Hotel der Gold Coast, welches 5 Sterne hat.

## Ort
Der Platz des Orakels ist durch die Elizabeth Avenue, Surf Parade und Charles Avenue begrenzt. Es hat mehr als fünfzehn Jahre gedauert bis genug Grundstücke gekauft waren, um diese zu fusionieren. Schließlich hat es einen Block Platz gebraucht.

## Features
Bei den Wohnungen handelt es sich um hochpreisige Luxusapartments. Das Gebäude verfügt über mehrere Hochgeschwindigkeitsaufzüge, einen Zen-Garten und einen T'ai-chi-Rasen. Es gibt einen beheizten Pool, ein Indoor-Spa, ein Dampfbad, eine Sauna und ein Fitnessstudio. Außerdem hat das Haus ein eigenes Kino, einen Weinkeller und einen Teppanyaki-Grill.